# Overdrevet
 For alternative betydninger, se Overdrevet (ungdomshus).
Overdrevet er et økologisk bofællesskab i Hinnerup i Østjylland, som blev grundlagt i 1980 som Danmarks første lavenergi-bofællesskab. Det omfatter 2,5 hektar med 25 boliger, som huser 65 personer.
De 25 private boliger er fordelt på to gårde og en gade med et fælleshus i midten. Til bofællesskabet hører desuden en nedlagt landbrugsejendom, den tidligere Hinnerup Østergård. En del af arealet bruges til økologisk køkkenhave, der gør bofællesskabet delvis selvforsynende.

## Historie
Planlægningen startede i 1976. Den oprindelige gruppe delte sig i 1977 op i to, der etablerede henholdsvis Overdrevet i Hinnerup og bofællesskabet Sol og Vind i Beder. Begge blev færdige 1980. Overdrevets arkitekter var Carl Herforth og Arkitektgruppe E.
Navnet var dobbelttydigt, idet det både spiller på at projektet var "overdrevet" i forhold til, hvad initiativtagerne kunne magte, og på beliggenheden ude på overdrevet, som dengang var et par hundrede meter fra øvrig bebyggelse i Hinnerup. I dag (2020) er der bebyggelser på de tre sider, mens den nyplantede Himmerigskov (anden etape) er nabo mod øst.
Både Overdrevet og Sol og Vind blev bygget med store solfangeranlæg. Overdrevets solfanger var dengang Danmarks næststørste, mens Sol og Vinds var den største. I 1980 rejste Overdrevet en af de første Vestas-vindmøller. Siden er vindmøllen skiftet ud og et større solcelleanlæg kommet til. I 2017 blev også et stort jordvarmeanlæg taget i brug. Bofællesskabet er netto-eksportør af energi.

## Publikationer
Beboerne har udgivet en række bøger under pseudonymet Ove R. Drevet:
- Overdrevet: et bofællesskab, Skippershoved 1982
- Herfra hvor vi bor: en bog om fremtidens boligform – bofællesskabet, Skippershoved 1986
- Spiser I virkelig sammen hver dag? : et bofællesskab i 25 år, SøftenDal 2005

Desuden er også denne bog om Overdrevet (og bofællesskaber generelt) blevet udgivet:
- Peder Meyhoff: Rundt om Overdrevet - bofællesskab i tiden, SøftenDal 2021